# Ray Park
Raymond Park (Glasgow, 23 de agosto de 1974), mais conhecido como Ray Park, é um ator e dublê britânico nascido na Escócia. Ele é mais conhecido por interpretar Darth Maul em  Star Wars: Episódio I - A Ameaça Fantasma e  Solo: A Star Wars Story, Groxo em X-Men, Snake Eyes em G.I. Joe: The Rise of Cobra e G.I. Joe: Retaliation, e Edgar em Heroes.

## Biografia
Ele começou seu treinamento aos sete anos de idade, ao praticar Kung Fu Shaolin do Norte, e posteriormente wushu e ginástica.
Seu primeiro papel em filmes foi como dublê no filme Mortal Kombat: A Aniquilação, executando as proezas em lugar de Robin Shou (que interpretava Liu Kang) e James Remar (que interpretava Raiden).
Apesar de seu personagem Darth Maul ter algumas poucas falas em Star Wars, sua voz mesmo assim foi dublada pelo ator Peter Serafinowicz.
Além disso, ele também foi o dublê de Christopher Walken no filme A Lenda do Cavaleiro sem Cabeça, e também foi ele que fez as cenas onde o cavaleiro aparecia decapitado.
Seu primeiro papel no qual ele tinha falas de verdade foi o do papel de Groxo, no primeiro filme dos X-Men. O Groxo que Park interpreta no filme não é muito fiel ao das revistas, mas mesmo assim ele conseguiu chamar a atenção do público. Em uma cena do filme, após derrubar Tempestade em um fosso de elevador, ele pega um cano e o gira em movimentos característicos de outro personagem seu, Darth Maul.
Atualmente Ray Park vive próximo de Londres com sua esposa, Lisa, e sua filha, Sienna.
Conseguiu um papel na 4ª Temporada de Heroes, com as mesmas características de seus personagens no cinema, mas desta vez de "cara limpa", seu poder é de super-velocidade e luta com um tipo de facas.
Atualmente um de seus personagens mais famosos é o ninja Snake Eyes de G.I. Joe que tem como inimigo mortal Storm Shadow, mas em G.I Joe Retaliação os dois personagens lutam lado a lado em busca de derrotar o Comandante Cobra, matar Zartan (verdadeiro assassino de Hard Master) e salvar o mundo. Os dois contam também com a ajuda de Jinx a prima de Storm Shadow que logo se torna uma Joe.

## Filmografia
- Mortimer Toynbee / Toad - X-Men
- Darth Maul - Star Wars Episódio I: A Ameaça Fantasma
- Snake Eyes - G.I. Joe: The Rise of Cobra
- Edgar - Heroes
- Rugal Bernstein - The King of Fighters
- Snake Eyes - G.I. Joe: Retaliation
- Chuck Norris - Bruce Lee: A Lenda
- Gabriel - Jinn
- Darth Maul - Solo: A Star Wars Story
- Mac - Accident Man